# Prințesa Sophia de Gloucester

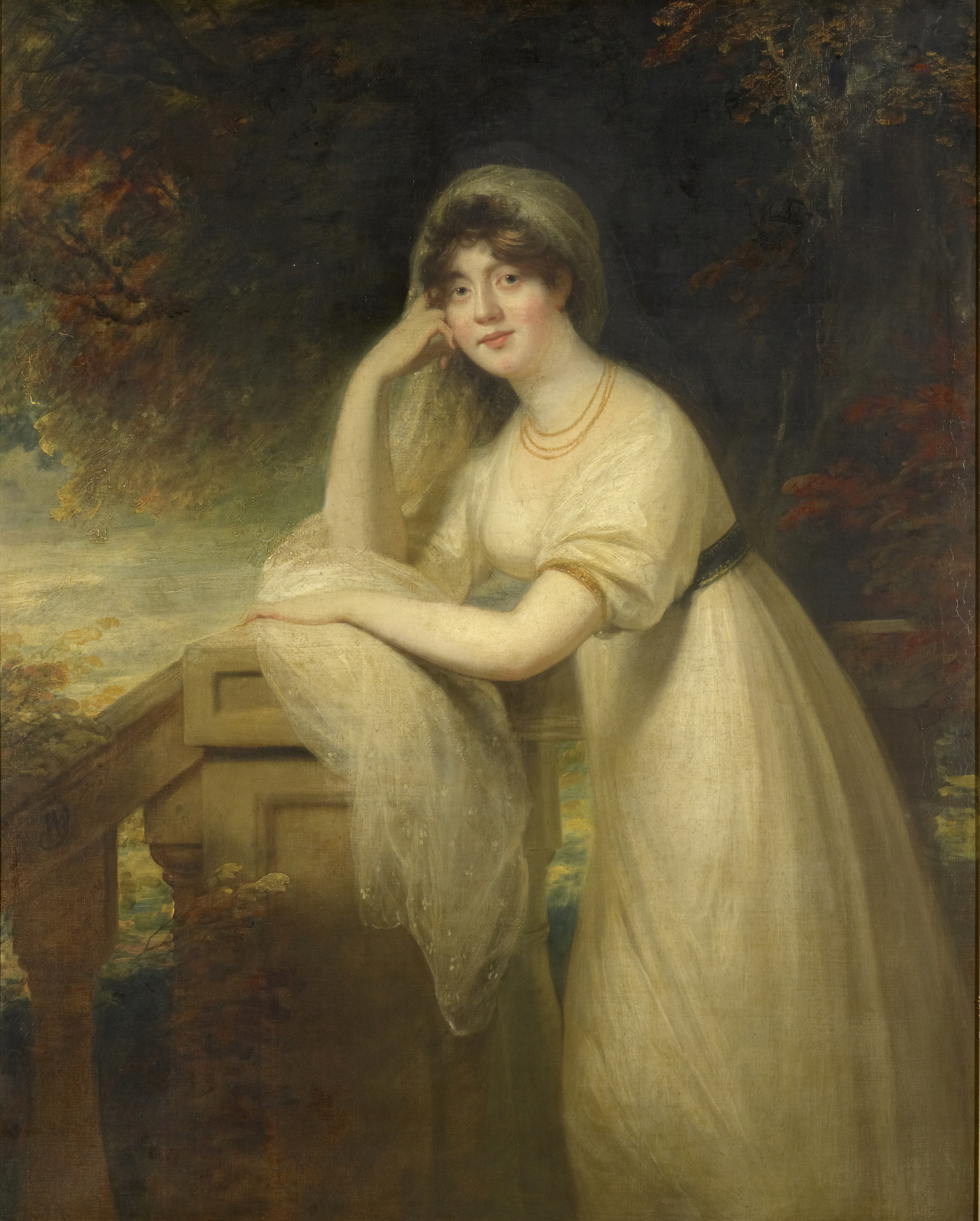
Prințesa Sophia de Gloucester

Prințesa Sophia Matilda de Gloucester (29 mai 1773 – 29 noiembrie 1844) a fost strănepoata regelui George al II-lea și nepoata de frate a regelui George al III-lea.

## Biografie
Tatăl ei a fost Prințul William Henry, Duce de Gloucester și Edinburgh, al treilea fiu al Prințului Frederick de Wales. Mama ei a fost Maria, Ducesă de Gloucester și Edinburgh, fiica nelegitimă a lui Edward Walpole. A fost botezată la 26 iunie 1773 de episcopul de St David. A avut trei nași: Ducele de Cumberland, unchiul patern; Ducesa de Cumberland, mătușa ei prin alianță; și regina Danemarcei și a Norvegiei, mătușa paternă. Regelui i s-a cerut să fie naș însă a refuzat, supărat pe căsătoria fratelui său cu Maria Walpole, o femeie de rând.
Sophia a fost considerată ca o potențială mireasă pentru Ducele de Clarence (care mai târziu a domnit ca regele William al IV-lea), însă ea nu a fost entuziastă de această căsătorie. Sophia nu s-a căsătorit niciodată și nu a avut copii.